# Nederlandse kampioenschappen marathonschaatsen op natuurijs 2010
De Nederlandse kampioenschappen marathonschaatsen op natuurijs 2009/2010 werden op 10 februari 2010 verreden op het Zuidlaardermeer. De start van de vrouwenwedstrijd over 60 kilometer was om 8.30 uur. De start van de mannenwedstrijd over 100 kilometer was om 10.30 uur. De wedstrijden werden door RTV Drenthe, RTV Noord en Omrop Fryslân live op televisie uitgezonden.

## Uitslagen
| #  | Naam                  | Tijd |
| -- | --------------------- | ---- |
| 1  | Jorrit Bergsma        |      |
| 2  | Douwe de Vries        |      |
| 3  | Ingmar Berga          |      |
| 4  | Geert-Jan van der Wal |      |
| 5  | Willem Hut            |      |
| 6  | Arjen Becker          |      |
| 7  | Casper Helling        |      |
| 8  | Martijn Kromkamp      |      |
| 9  | Bob de Vries          |      |
| 10 | Ruud Aerts            |      |

| #  | Naam               | Tijd |
| -- | ------------------ | ---- |
| 1  | Maria Sterk        |      |
| 2  | Mireille Reitsma   |      |
| 3  | Daniëlle Bekkering |      |
| 4  | Andrea Sikkema     |      |
| 5  | Jolanda Langeland  |      |
| 6  | Janneke Ensing     |      |
| 7  | Yvonne Spigt       |      |
| 8  | Sandra 't Hart     |      |
| 9  | Mariska Huisman    |      |
| 10 | Kimberly Muusse    |      |